# Lanarkshire
Lanarkshire (Siorrachd Lannraig en gaélico), oficialmente condado de Lanark, es uno de los condados históricos de Escocia.
Existió hasta 1975, cuando el ayuntamiento local fue abolido y el condado absorbido dentro del área de Strathclyde.
Limitaba al norte con Stirlingshire y una parte de Dunbartonshire; al noreste con Stirlingshire, Lothian Oeste; al este con Peeblesshire; al sureste y sur con Dumfriesshire; al suroeste con Dumfriesshire y Ayrshire; y al oeste con Ayrshire, Renfrewshire y Dunbartonshire. 
La ciudad de Glasgow es parte de Lanarkshire.
Hasta la promulgación de la Ley de Gobierno Local de 1889, Lanarkshire se dividía en tres condados separados: alto, central y bajo.
- Datos: Q530296
- Multimedia: Lanarkshire / Q530296